# Brachymenium exoticosporum
Brachymenium exoticosporum är en bladmossart som beskrevs av Bruce H. Allen 1998. Brachymenium exoticosporum ingår i släktet Brachymenium och familjen Bryaceae. Inga underarter finns listade i Catalogue of Life.